# Scraptia marginaticeps
Scraptia marginaticeps es una especie de coleóptero de la familia Scraptiidae.

## Distribución geográfica
Habita en Camerún.